# Monte Chiginagak
El volcán Chiginagak es un estratovolcán en la península de Alaska, ubicado a unos 15 km al noroeste de la bahía Chiginagak.

## Erupciónes
Una corriente de lava no glaciada y un depósito de flujo piroclástico superpuesto que se extiende hacia el este desde la cumbre son los productos más recientes del monte Chiginagak. Lo más probable es que se hayan originado en una cúpula de lava a 1687 m en el flanco SE, a 1 km de la cumbre del volcán. Se informó de breves erupciones de ceniza en julio de 1971 y agosto de 1998. La actividad fumárica se produce a 1600 m de altura en el flanco NE del volcán, y dos zonas de deposición de travertino de aguas termales están situadas en la base NO del volcán, cerca de Volcano Creek. 
Un lago del cráter de la cima acidificado de 400 m de ancho y 105 m de profundidad en Chiginagak se formó después de noviembre de 2004 y antes de mayo de 2005. A principios de mayo de 2005, un catastrófico vertido de agua ácida del lago, con un componente de aerosol ácido que lo acompañaba, drenó e inundó los arroyos Indecisión y Volcano con agua ácida, viajó 27 km río abajo y desembocó en el Lago del Ganso Madre, cabecera del Río Salmón Rey. A lo largo de la ruta de inundación se produjeron grandes daños en la vegetación y el Lago Madre Ganso se acidificó (pH de 2,9-3,1), matando toda la vida acuática e impidiendo la subida anual del salmón. El lago ahora drena desde la cima a través de una cueva de salida hacia el arroyo Indecisión.  El arroyo Indecisión ahora tiene un fuerte olor a azufre, color amarillo y un pH de 1,2.